# Понератоксин

Схема показывает нормальные открытые и инактивированные натриевые каналы, расположенные слева. При связывании понеротоксина натрий-канал вынужден оставаться в открытом состоянии, не будучи инактивированным. Это приводит к увеличению потенциалов действия, что связано с болью от яда муравьев Paraponera clavata.

Понератоксин, вставленный в плазматическую мембрану. Голубым обозначены гидрофильные области, а красным гидрофобные.

Понератоксин (Poneratoxin, PoTX) — нейротоксин (аминопептид), обнаруженный у муравьёв, специфически действующий на нервные клетки, взаимодействуя с ионными каналами и белками плазматической мембраны оказывает сильное нейротоксическое действие.

## Обнаружение
Был обнаружен у муравьёв рода Paraponera, отчего и получил своё название. В ходе изучения химического состава яда крупных южноамериканских муравьёв Paraponera clavata (до 25 мм) из него был выделен парализующий нейротоксин (пептид), названный понератоксином. Один резервуар ядовитой железы этого муравья содержит около 1 микрограмма (1μg).

## Состав
Понератоксин (PoTX) состоит из 25 аминокислотных остатков: Phe-Leu-Pro-Leu-Leu-Ile-Leu-Gly-Ser-Leu-Leu-Met-Thr-Pro-Pro-Val-Ile-Gln- Ala-Ile-His-Asp-Ala-Gln-Arg-NH2.

## Воздействие на человека
Сила ужаления муравьём Paraponera clavata превышает степень воздействия яда любой осы или пчелы. Боль ощущается почти сутки и всё это время сопровождается параличом ужаленных пальцев и рук, потом, тошнотой и рвотой, вплоть до полушокового состояния. 30 ужалений на 1 кг веса позвоночного животного достаточно для смертельного исхода (Piek et al. 1991).
В дополнение к описанным болевым симптомам от ужалений муравьев Paraponera clavata (а также укусов других муравьев рода Paraponera, а также рода Dinoponera) их последствия также включают лихорадку, холодные поты, лимфаденопатию и сердечную аритмию.